# Código de Leovigildo
El Código de Leovigildo, también llamado Codex Revisus, es un cuerpo legal creado por el rey visigodo Leovigildo, al cual se le considera como arquitecto del reino visigodo peninsular con sede en Toledo.

## Historia
El reinado de Leovigildo (572-586) marca un verdadero hito de la historia dentro de la Hispania visigoda. Durante su primera etapa, Leovigildo, hubo de compartir el trono con su hermano Liuva, aunque al parecer este se reservó el gobierno de la Septimania Narbonense como dux, mientras que su hermano Leovigildo quedó a cargo del gobierno de la península ibérica, tal vez como medida de defensa ante un posible ataque de los francos merovingios comandados por Chilperico. A partir de la muerte de Liuva, acaecida en 572, el rey Leovigildo empieza la fase de su gobierno solitario, en el que además debió hacerse cargo del gobierno de los dominios territoriales de la Narbonense. Emprendió una serie de medidas encaminadas a recuperar el control de los territorios por medio de la conquista y de la expansión hacia la Bética, donde se encontraba la Provincia Spaniae bajo el dominio del Imperio bizantino. Simultáneamente y a partir del 573, comenzó a desarrollar un conjunto de reformas encaminadas a fortalecer el poder real, dinamitando, para ello,el poder de la nobleza levantisca. Acentuó las diferencias entre el rey y el resto de la comunidad, convirtió la monarquía electiva en hereditaria, y fortaleció el poder del rey y sus medios de acción Ejército y Hacienda). Además debió de hacer frente a una de las revueltas en el sur de su hijo Hermenegildo, que gobernaba la Bética, y que se hallaba convertido a la confesión católica por medio de su matrimonio con la princesa franca Ingunda.
Otra de las medidas políticas ejercidas por Leovigildo fue la puesta en marcha de la imitatio imperii, lo que en la práctica supuso una emulación de los símbolos imperiales romanos. En este contexto se fundaron ciudades como Recópolis, según algunas fuentes, en honor a su hijo Recaredo. Otro de los rasgos de la imitatio imperii fue la acuñación de monedas con el retrato del monarca, tales como los trientes y los tremises visigodos, aunque siempre dispusieron de un valor inferior de cambio al de los sólidos bizantinos.
A partir de Leovigildo los reyes visigodos adquirieron conciencia de obrar por cuenta propia y no por delegación imperial, ya que otorgó plena personalidad a su reino frente al Imperio romano de Oriente. La aptitud renovadora de este monarca, en el orden legislativo fue en última instancia la consecuencia de la evolución social, cultural, jurídica de este nuevo reino visigodo después de la convivencia que durante un siglo y medio habían mantenido el legado del Antiguo Imperio romano y el establecimiento del nuevo orden visigodo en La Galia y la península ibérica, y el de los ostrogodos en la actual Italia. Las divergencias se acentuaron, además, en los intentos del pueblo visigodo por mantener la fe arriana, lo que les enfrentaba con el resto de la población hispanorromana de mayoría católica. Estos problemas se solucionarían durante la conversión de Recaredo al catolicismo en 587, abandonando de forma definitiva la religión arriana, uno de los símbolos representativos de los visigodos, en el III Concilio celebrado en Toledo.

## El código
A Leovigildo se le debe la promulgación del código que lleva su nombre, y que supone una revisión del anterior código visigodo creado por su antecesor, Eurico, al igual que este a vez lo supuso respecto al Código de Alarico. En este nuevo cuerpo legal se modifican, eliminan y añaden ciertos capítulos, tales como la derogación de la ley que prohibía los matrimonios mixtos entre visigodos e hispanorromanos, de forma que se unificaba a la sociedad hispanogoda en un único conjunto y de mayor cohesión.
De este código no se conserva ningún fragmento directamente, sino que es conocido a través de referencias en el código promulgado con posterioridad por Recesvinto, el Liber Iudiciorum. Las leyes incluidas en el Liber Iudiciorum están acompañadas del epígrafe antiquae. Se desconoce la amplitud del mismo, sin embargo, sabemos que su redacción fue más ampulosa, retórica y moralizante que sus precedentes textos. Tendría como destinatarios a los godos, derogando en consecuencia la obra de Eurico.

## Contenido
Hablamos de su sentido unificador, entre la que destaca la derogación de la prohibición de contraer matrimonio entre hispanorromanos y visigodos (penados con pena capital en el Breviario de Alarico, con el fin de integrar a la población y contribuir a la conciencia unitaria); así como la equiparación jurídica en el ámbito procesal entre visigodos e hispanorromanos. También se establece la unidad jurisdiccional y el derecho sucesorio será modificado en un sentido romanizante.

## Teorías en cuanto a su vigencia
- Los tradicionalistas: defienden que este texto solo era aplicable para la población visigoda, mientras que para los hispanorromanos seguía siendo vigente el Breviario de Alarico.
- El profesor García Gallo: La revisión del Código de Leovigildo no significa que San Isidoro creara un código al no fundamentar San Isidoro la noticia. Se había supuesto que tomó la información del prólogo de los dos códigos anteriores, lo que resulta extraño ya que ninguno de los dos tiene prólogo. Nada puede tenerse seguro sobre este código, ni siquiera su propia existencia.
- El profesor Medea mantiene que la vigencia de este código fue territorial pero simultánea que hubo una vigencia del Breviario de Alarico, actuando este último de supletorio de aquel.

Algunos autores discrepan de si derogó el Breviario de Alarico y si tiene contenido territorial. Según algunas teorías se trataría del primer código de alcance territorial en Hispania- para visigodos e hispanorromanos- desde la caída del Imperio Romano de Occidente.